# Худенко Дмитро Степанович
Дмитро Степанович Худенко — радянський військовослужбовець, учасник німецько-радянської війни.

## Біографія
Народився 15 жовтня 1910 року в селі Карабутове тепер Конотопського району Сумської області.
Проходив службу в РСЧР у 1932 році. Був повторно призваний 1941 року, був командиром стрілецької роти 1316 полку 17 стрілецької дивізії. 21 червня 1946 звільнений з військової служби.

## Нагороди
- Два Ордени Червоного Прапора
- Орден Вітчизняної війни I ступеня